# Hildebrandtiella longiseta
Hildebrandtiella longiseta là một loài rêu trong họ Pterobryaceae. Loài này được Renauld & Cardot mô tả khoa học đầu tiên năm 1891.